# Tartu (dialecte)
El tartu (estonià: tartu keel) és un dialecte de l'estonià meridional que es parla a Estònia, als voltants de la ciutat de Tartu i al comtat homònim. Presenta similituds amb el mulgi, en particular amb les varietats tarvastu i helme. Històricament, juntament amb l'idioma võro septentrional, ha estat la base de la llengua literària de l'estonià meridional.

## Ús
En el cens d'Estònia de 2011, es va reportar que 4.109 persones parlaven el tartu, i en el cens de 2021, 17.310
Va assolir el seu apogeu al segle XVII i va decaure fins a la dècada del 2000. El nombre de parlants ha anat en augment des de llavors, però la majoria dels parlants estan envellint i hi ha escassetat de mitjans de comunicació en tartu. Els moviments de recuperació del tartu no han estat tan forts com els de les llengües seto, mulgi i võro.

### Literatura
La col·lecció de Jakob Hurt "Eesti mõtteloo" conté els seus sermons en el dialecte Rõngu del tartu. En la literatura moderna, Mats Traat va ser el principal parlant del tartu.